# تولید محتوا

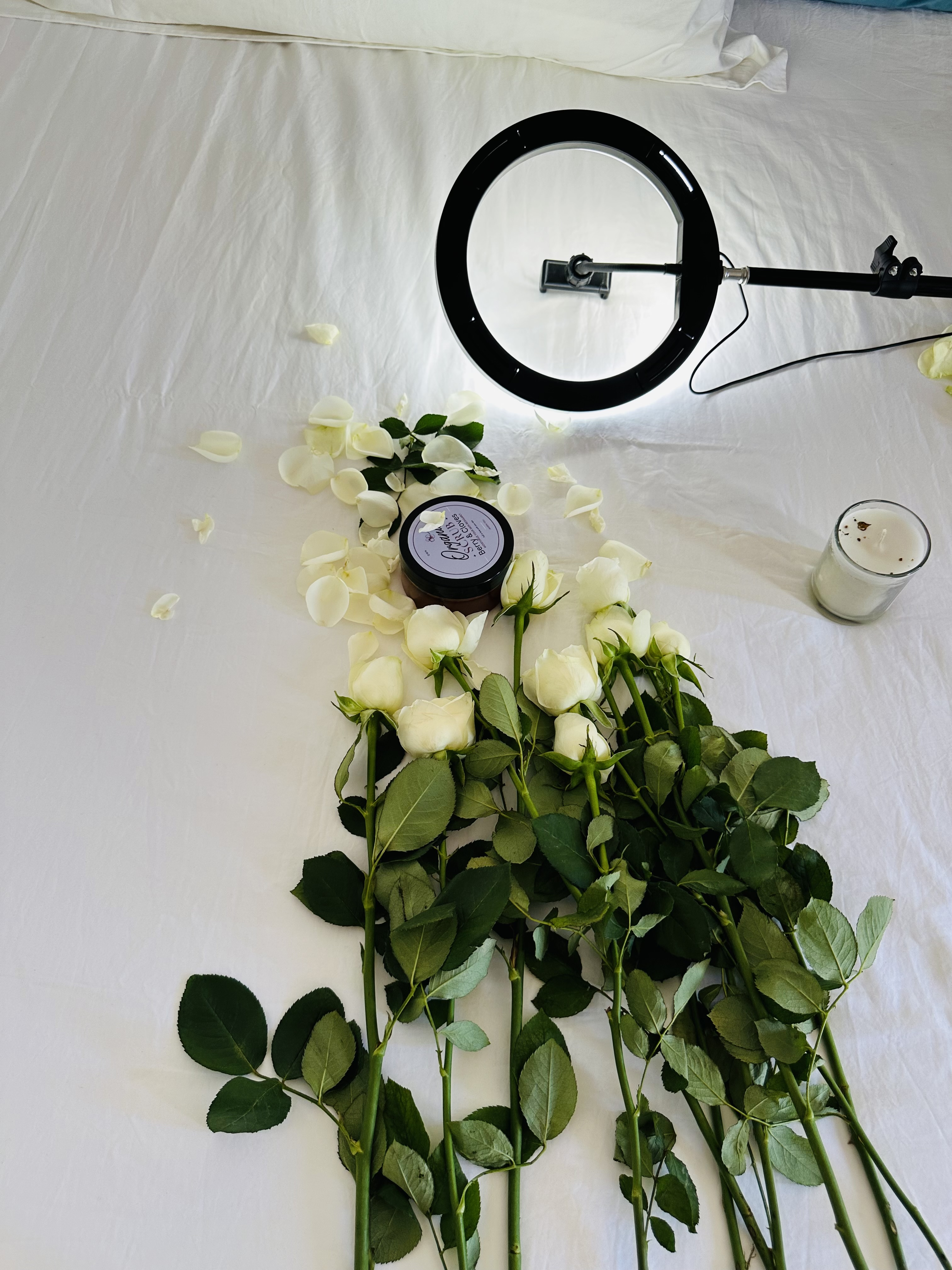
پشت صحنه یک تبلیغ اینستاگرامی یا پینترستی

تولید محتوا به مشارکت در اهدای اطلاعات به هر رسانه‌ای و به‌ویژه رسانه‌های دیجیتال گفته می‌شود.انواع مختلف مشاغل تولید محتوا در رسانه ها، معمولا به تولید محتوای روزنامه‌نگارانه و تولید محتوای تبلیغاتی تقسیم می‌شوند.محتوا های روزنامه‌نگاری اطلاعاتی درباره حقایق و موضوعات واقعی مانند اخبار هستند که معمولا به سبک روزنامه‌نگاری دیجیتال در فضای مجازی تولید می‌شوند. محتوا های بازاریابی و تبلیغاتی نیز ، متمرکز بر جذب و حفظ مخاطبان و مشتریان هستند .اگرچه اکثر تولید کنندگان محتوا نیز، از عناصر هر دو حوزه‌ی روزنامه‌نگاری و بازاریابی استفاده ‌می‌کنند. اطلاعات اهدایی مذکور برای یک کاربر نهایی در زمینه‌های خاص است. محتوا «چیزی است که باید از طریق یک مدیا مانند گفتار، نوشتار یا هر یک از هنرهای گوناگون بیان شود» جدید  مرکز تحقیقات پیو، تولید محتوا را «تولید متریال اهدایی مردم به جهان برخط» توصیف کرده‌است.

## محتوا در تبلیغات
شرکت‌ها و مؤسسات برای تبلیغ محصول خود از این روش با ساخت بروشور دفاتر راهنما و لوح‌های فشرده تبلیغاتی به شکل چندرسانه‌ای و ارائه در محل شرکت و یا نمایشگاه‌ها استفاده می‌کنند.

## محتوای آکادمیک
در محیط‌‌های آموزشی، از خرد تا کلان، با ارائۀ تولید محتوا تلاشی برای بالابردن سطح آموزشی می‌شود. با ظهور سامانه‌های کمک آموزشی هوشمند این موضوع بیشتر مورد توجه قرار گرفته و آموزش از مطالعۀ صرف به تماشای فیلم و پویانمایی و کار در سامانه‌های پرسش و پاسخ بصری تبدیل شده است که با استفاده و تحریک سیستم بصری سعی در بالابردن ضریب آموزش دارد.

## انواع محتوا
- محتوای متنی
- محتوای صوتی
- محتوای تصویری
- محتوای ویدئویی

### محتوای متنی
محتوای متنی به صورت نوشته در سایت و شبکه‌های اجتماعی منتشر می‌شوند. این گونه از محتوا ها باید توسط کاربران خوانده شوند تا ارزشمند باشند.

### محتوای صوتی
این گونه از محتوا که در سال‌های اخیر بسیار رواج یافته است، به نام پادکست نیز شناخته می‌شود.

### محتوای تصویری
تمام تصاویری که در سایت‌ها، بیلبرد‌ها و مکان‌های دیگر می‌بینید همان محتوای تصویری هستند.

### محتوای ویدئویی
تلویزیون، یوتیوب، آپارات و ... شبکه‌های تولید محتوای ویدئویی هستند که محتواهای خود را به صورت ویدئویی عرضه می‌کنند.

## سازندگان محتوا
- سازمان‌های خبری
- دانشگاه‌ها و مؤسسات پژوهشی
- شرکت‌ها[۵]
- هنرمندان و نویسندگان
- دولت‌ها[۶]
- کاربران عادی[۷]
- معلمان و دانش‌آموزان[۸][۹]